# 杜華先
杜華先（？—？），字孝卿，號胤臺，山東東昌府冠縣人，軍籍，明朝政治人物。

## 生平
萬曆十年（1582年）壬午科山東鄉試第一名舉人，萬曆十一年（1583年）聯捷癸未科三甲第一百七十三名進士。大理寺觀政，本年授行人司行人，十六年考选南京吏科給事中，十七年升陕西佥事，十八年調山西，二十年升河南右参议，二十二年升山西提学副使，二十三年調簡，二十六年補雲南副使，二十九年考察調用，三十二年補四川副使，三十五年考察降用。

## 家族
曾祖杜勝；祖父杜漢；父杜桐，曾任歲貢生。母劉氏。